# Kader Asmal
Kader Asmal (Durban, 8 de octubre de 1934-22 de junio de 2011) fue un político de Sudáfrica. Fue profesor de derechos humanos en la Universidad del Norte y vicepresidente de la Asociación Africana de Derecho Internacional. Estuvo casado con Louise Parkinson y tuvo dos hijos. Murió el 22 de junio de 2011 después de sufrir un ataque al corazón.

## Primeros años
Kader creció en Stanger, KwaZulu-Natal y mientras estaba en la secundaria conoció a Albert John Lutuli, que lo inspiró hacia los derechos humanos. En 1959, Kader fue calificado como profesor, se mudó a Londres donde se matriculó en London School of Economics and Political Science.